# Jimmy Clark (Fußballspieler, 1913)
James McNicholl Cameron „Jimmy“ Clark (* 11. Dezember 1913 in Glasgow; † unbekannt) war ein schottischer Fußballspieler.

## Karriere
Clarks Großvater Niven McNicoll spielte um 1890 für Sunderland Albion in der Football Alliance, seine Mutter stammte aus West Hartlepool. Im Juni 1933 wurde Clark von Sunderland-Trainer Johnny Cochrane vom schottischen Klub Clydebank Juniors zum englischen Erstligisten AFC Sunderland gelotst. In der Folge spielte er zunächst in Sunderlands Reserveteam, in der Saison 1934/35 kam er erstmals zu einigen Erstligaeinsätzen auf der Mittelläuferposition. In der folgenden Spielzeit teilte er sich die Position des Mittelläufers mit Bert Johnston (Clark 28 Einsätze, Johnston 10), als Sunderland durch die überragende Offensive mit Raich Carter, Bert Davis, Patsy Gallacher, Bobby Gurney und Jimmy Connor überlegen den Meistertitel gewann. Im FA Cup besetzte ebenfalls Johnston die Position, so auch im Finale um den FA Cup 1936/37, als der Klub durch ein 3:1 gegen Preston North End den Titel gewann.
Im Oktober 1937 schloss sich Clark dem Zweitligisten Plymouth Argyle an und bestritt für den Klub bis zur Einstellung des Spielbetriebs durch den Ausbruch des Zweiten Weltkriegs im September 1939 insgesamt 37 Ligapartien. Dies stellte zugleich das Ende seiner Profilaufbahn dar, in den kriegsbedingten Ersatzwettbewerben kam er in der Saison 1939/40 noch zu 16 weiteren Einsätzen. Clark trat in die britische Armee ein und diente zunächst bei den Coldstream Guards, in der Folge wurde er in die Royal Air Force versetzt und war als Kadett in Toronto, Palm Beach und Mexiko und trainierte auch in Lakeland, Florida. Im September 1946 wurde in einem Zeitungsartikel seine kürzliche Entlassung aus der Armee im Rang eines Flying Officer vermeldet. Zudem soll seine Heirat im südafrikanischen Pretoria unmittelbar bevor gestanden haben. Er nahm als Kapitän an einem Auswahlspiel gegen Rhodesien als Kapitän einer südafrikanischen Auswahl teil und plante auch die Teilnahme an einer Tournee nach Neuseeland. Dass er letztlich der südafrikanischen, ausschließlich aus weißen Spielern bestehenden, Auswahl angehörte, die 1947 nach Australien und Neuseeland reiste, lässt sich bislang nicht belegen. Clark ließ sich in Südafrika nieder und arbeitete später auch als Trainer, bei einer Tournee von Preston North End ins Südliche Afrika 1958 betreute er die Auswahl von Southern Transvaal.

## Erfolge
- Englischer Meister: 1935/36